# Putinga
Putinga é um município brasileiro do estado do Rio Grande do Sul. Localiza-se na região intermediária de Santa Cruz do Sul-Lajeado e na região imediata de Encantado.

## História
A localidade de Putinga começou seu desenvolvimento em 1910, quando chegaram habitantes de origem italiana e lá se firmaram. Em 1919, a cidade recebeu uma visita do Arcebispo Dom João Becher, que crismou 717 pessoas e tornou benta a capela do local.
Em 1920, Putinga se tornou distrito de Encantado e em 1924, a capela tornou-se Paróquia Nossa Sra. de Purificação. Em 1938, o distrito foi elevado a vila.
Em 1962, quando a população ultrapassava 13.000 habitantes, foi elaborado o plano emancipatório da vila. Após plebiscito ocorrido em 1963, Putinga emancipou-se de Encantado e foi instalada no dia 8 de abril de 1964.
O significado do nome vem de uma espécie de taquara chamada putingal. Putinga em tupi-guarani significa cara-branca.

## Geografia
O território atual do município é de 216,159 km², sendo 1,99 km² urbanizados, com 3.814 habitantes segundo estimativas de 2024. Situa-se a 203 km da capital Porto Alegre. O principal acesso é pela RS 435, que liga o município até Ilópolis, e ao resto da região.
Situa-se na região intermediária de Santa Cruz do Sul-Lajeado e na região imediata de Encantado. Localizada na latitude 29º00'07" sul e na longitude 52º09'14" oeste, Putinga está a uma altitude de 435 metros.

## Demografia
Segundo o Censo 2022 dos 3.747 habitantes do município naquele ano, 1.876 se declararam homens, e 1.869 mulheres. Se declararam brancos 3.425 habitantes, 41 se declararam pretos e 268 se declararam pardos. Nenhum habitante se declarou indígena ou amarelo. No Censo 2010, 3.994 pessoas se declararam católicas, sendo 3 ortodoxas e o restante católicos apostólicos romanos. 105 se declararam evangélicas, 36 sem religião e três da igreja messiânica mundial.

## Educação
O município possui uma taxa de escolarização dos 6 aos 14 anos de 97,9%, com 306 matrículas no ensino fundamental, em três estabelecimentos de ensino, com 27 docentes. Já o ensino médio conta com 108 alunos matriculados em um estabelecimento de ensino com 17 docentes.

## Meteorito
Em 16 de Agosto de 1937, um meteorito caiu em Putinga, onde hoje são os municípios de Anta Gorda, Arvorezinha, Ilópolis, São José do Herval e Encantado. A queda dos maiores fragmentos foi presenciada na Linha Carlos Barbosa, aproximadamente a 2 km de Putinga. O maior dos fragmentos tem 45 kg e fica no museu Minerologia do Instituto Geociências da UFRGS, em Porto Alegre; o outro está no Museu Geológico da Bahia, em Salvador.